# بوفاروفو
بوفاروفو هي بلدة في منطقة سولنيشنوغورسكي في إقليم موسكو بروسيا، تقع على بعد 30 كيلومترًا (19 ميلًا) شمال غرب موسكو. اعتبارًا من تعداد عام 2010، كان عدد سكانها 7985.

## تاريخ
تم ذكر بوفاروفو لأول مرة في الوثائق في عام 1254. كانت في الأصل قرية في إمارة موسكو. في عام 1986، تم منح بوفاروفو مكانة بلدة.

## الإقتصاد
يعتمد اقتصاد بوفاروفو بشكل أساسي على الزراعة والتصنيع. المنتجات المصنعة الرئيسية هي مواد البناء والمواد الغذائية والآلات.